# Goincourt
Goincourt är en kommun i departementet Oise i regionen Hauts-de-France i norra Frankrike. Kommunen ligger i kantonen Beauvais-Sud-Ouest som tillhör arrondissementet Beauvais. År 2022 hade Goincourt 1 582 invånare.

## Befolkningsutveckling
Antalet invånare i kommunen Goincourt
| Referens: INSEE |